# Bruggen 2363 en 2364
Bruggen 2363 en 2364 (Werktitel: Eliasbrug) zijn twee bouwkundige kunstwerken in Amsterdam Nieuw-West.

## Ligging
De bruggen maken deel uit van een familie bruggen met hetzelfde ontwerp: brug 2322, brug 2323 en brug 2324. Alle vijf de bruggen werden geplaatst rondom het Amsterdamse gedeelte van de Haarlemmerweg. Ze zijn geplaatst op het traject van die weg tussen de kruisingen met de Rijksweg 10 (Ringweg Amsterdam) en de Seineweg in Amsterdam Nieuw-West. Bruggen 2363 en 2364 zorgen met de veel oudere brug 603 voor een doorgaande route tussen de Burgemeester Eliasstraat enerzijds en het Brettenpad en Sportpark Spieringhorn anderzijds.

## Geschiedenis
In 2019 en 2020 werden grootscheepse werkzaamheden verricht aan de Haarlemmerweg. Ze degradeerde daarbij van rijksweg (A200/N200) tot een stedelijke weg. Die werkzaamheden werden aangegrepen om ook het karakter van de weg aan te passen aan het stedelijk gebied waarin zij kwam te liggen. Zo werden voet- en fietspaden vanuit Slotermeer en Geuzenveld doorgetrokken over de Haarlemmerweg en Haarlemmertrekvaart richting de noordelijker gelegen sportvelden en wijk Amsterdam Westpoort, dit mede door de gedeeltelijk herontwikkeling van dat laatste van puur kantoorgebied naar een woon-kantoorgebied. Zij moeten er voor zorgen dat voetgangers en fietsers de drukke verkeerskruisingen en -bruggen ter hoogte van Kimpoweg, Radarweg en Seineweg zullen mijden. De bruggen werden in één ontwerp aangelegd door Rijkswaterstaat aangezien het dijklichaam waarop de Haarlemmerweg ligt een primaire waterkering is. De bruggen gingen eerst naamloos door het leven, maar werden in de periode na oplevering voorzien van Amsterdams brugnummers 2363 (de noordelijke) en 2364 (de zuidelijke).

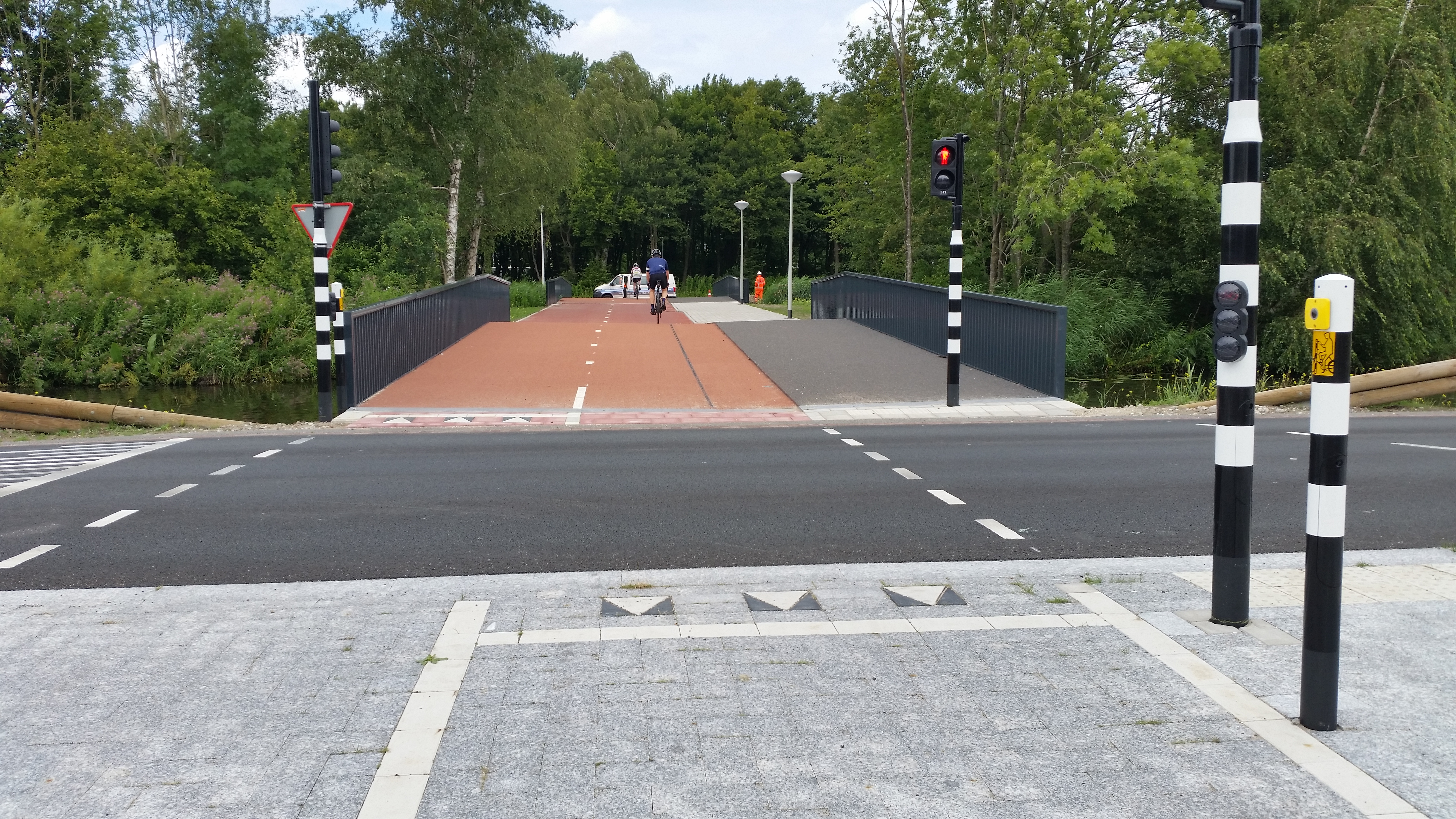
Brug 2364 vanaf Haarlemmerweg (juli 2020)